# Adam Heinrich Lackmann
Adam Heinrich Lackmann (* 8. November 1694 in Wehningen im Amt Neuhaus; † 17. August 1754 in Kiel) war ein deutscher Historiker und Hochschullehrer.

## Leben
Adam Heinrich Lackmann war Sohn des Pastors Peter Lackmann. Er besuchte die Gelehrtenschulen in Plön sowie die Gelehrtenschule des Johanneums in Hamburg. Danach studierte er ab 1712 Theologie an der Universität Gießen und von 1714 bis 1716 an der Universität Kiel. Die Bewerbung mit Probepredigt an der Johanneskirche in Giekau war für ihn ohne Erfolg, so dass er eine wissenschaftliche Laufbahn verfolgte. Nach einem kurzen Aufenthalt in Hamburg wurde er 1721 zum Rektor der Gelehrtenschule in Eutin berufen und hatte zusätzlich den späteren schwedischen König Adolf Friedrich in Latein und Geschichte zu unterrichten. 1727 wechselte er als Hofmeister in die Dienste von Christian zu Rantzau auf Gut Rastorf, um dessen einzigen Sohn auszubilden. 1730 begleitete er Detlef von Reventlow aus dem Hause Altenhof an die Universität Kiel. Er befasste sich nunmehr bevorzugt mit der Geschichte Schleswig-Holsteins. 1730 gab er den ersten Band seiner Einleitung zur schleswig-holsteinschen Historie heraus, deren siebter Band 23 Jahre später kurz vor seinem Tod veröffentlicht wurde. Ebenfalls 1730 veröffentlichte er eine Sammlung zeitgenössischer religiöser Gedichte unter dem Titel Geistreiche Gedichte, zur Erweckung heiliger Regungen heraus, unter denen sich auch eigene Dichtungen und Werke seines Vaters befanden. 1733 wurde er außerordentlichen Professor und 1736 ordentlicher Professor für Geschichte der Universität Kiel. Dem Konsistorium gehörte er als Assessor an und ab 1740 dem Oberconsistorium. Sein wissenschaftlicher Nachlass ging an die Universitätsbibliothek Kiel.

## Schriften
- Einleitung zur schleswig-holsteinschen Historie. 7 Bände, Kiel ab 1730 (Hauptwerk) (Digitalisat des ersten Bandes)
- Geistreiche Gedichte, zur Erweckung heiliger Regungen. Hamburg 1730